# 박예슬 (1989년)
박예슬(1989년 4월 13일 ~)은 대한민국의 가수다.

## 학력
- 동덕여자대학교 실용음악과

## 방송
- 트롯 전국체전 (2020) - Top14(13위)